# Pilar de los Nautas

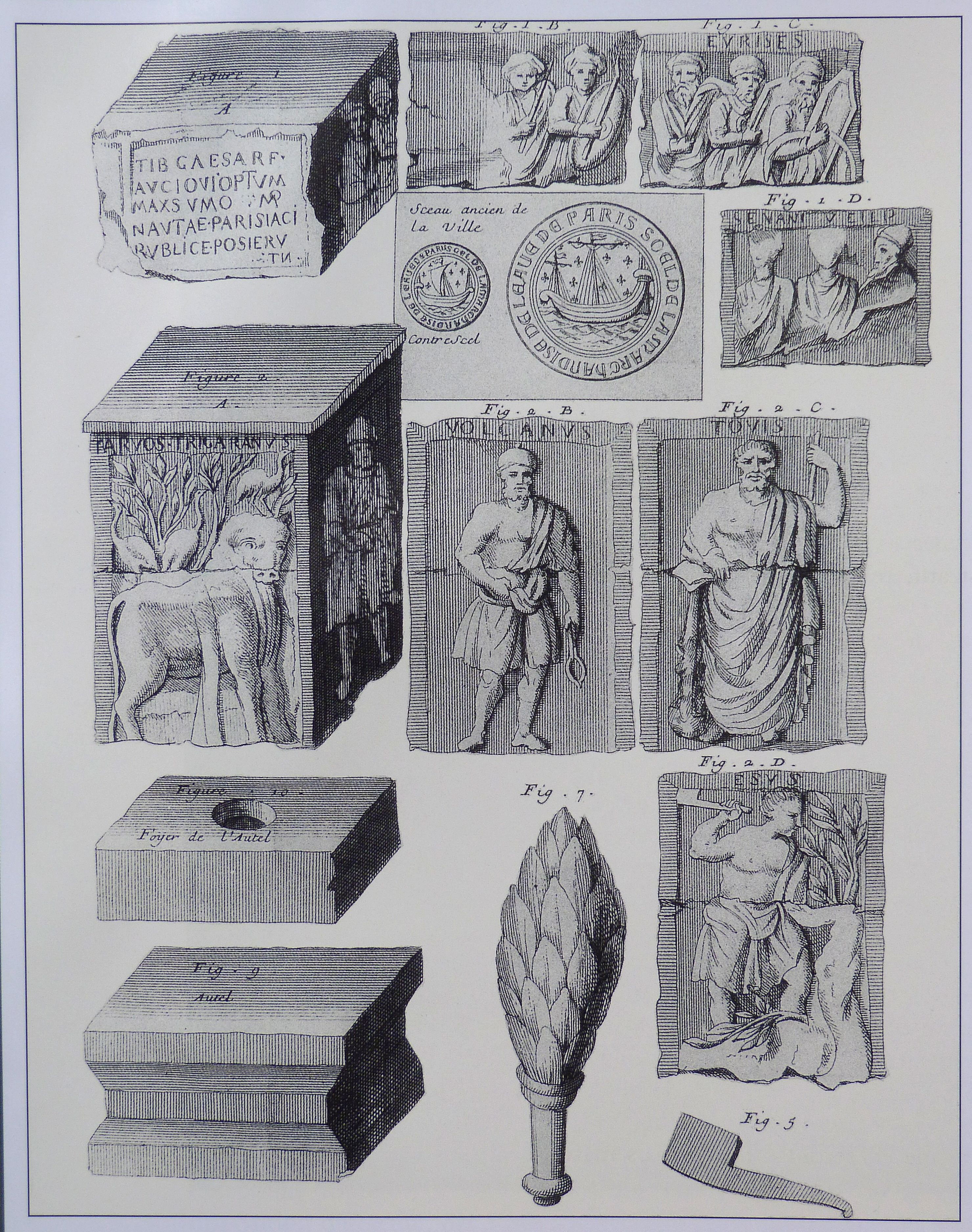
Grabado de elementos encontrados durante la excavación, Historia de París, volumen 1, Michel Félibien.

El Pilar de los Nautas es una monumental columna galorromana erigida en honor a Júpiter por los Nautas de Lutecia en el siglo I, durante el reinado del emperador Tiberio. El Pilar de los Nautas fue descubierto en el siglo XVIII en el sótano de la catedral de Notre-Dame de París, y se exhibe en la sala frigidarium de las termas de Cluny.

## Descubrimiento

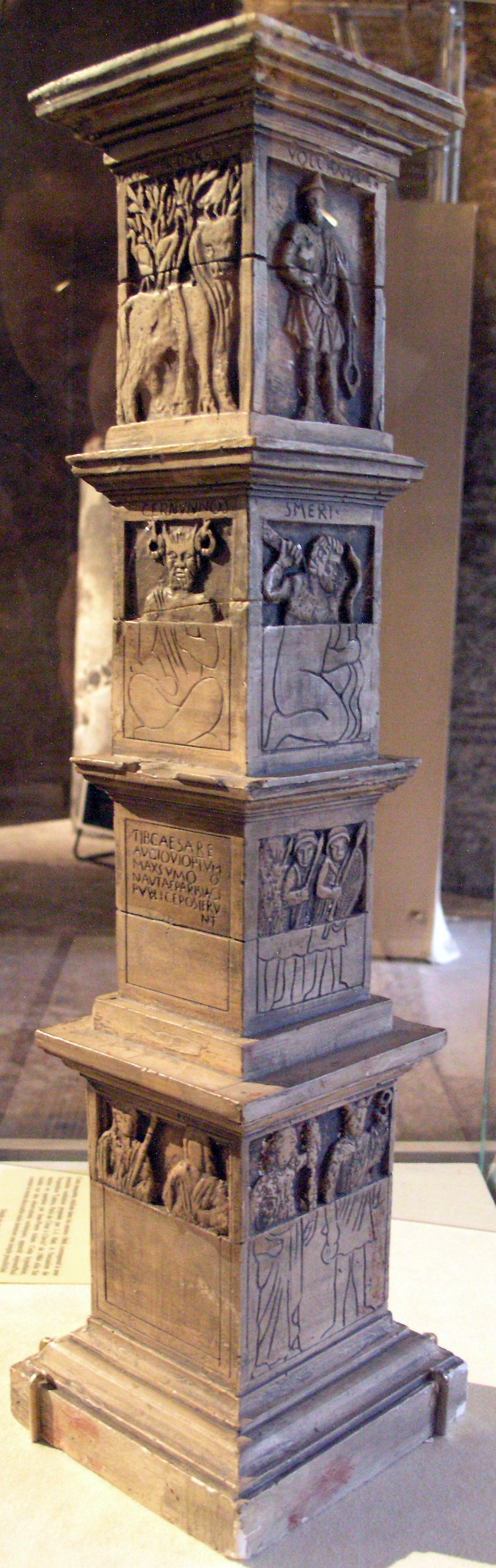
Maqueta de reconstrucción del Pilar de los Nautas en el Museo de Cluny.

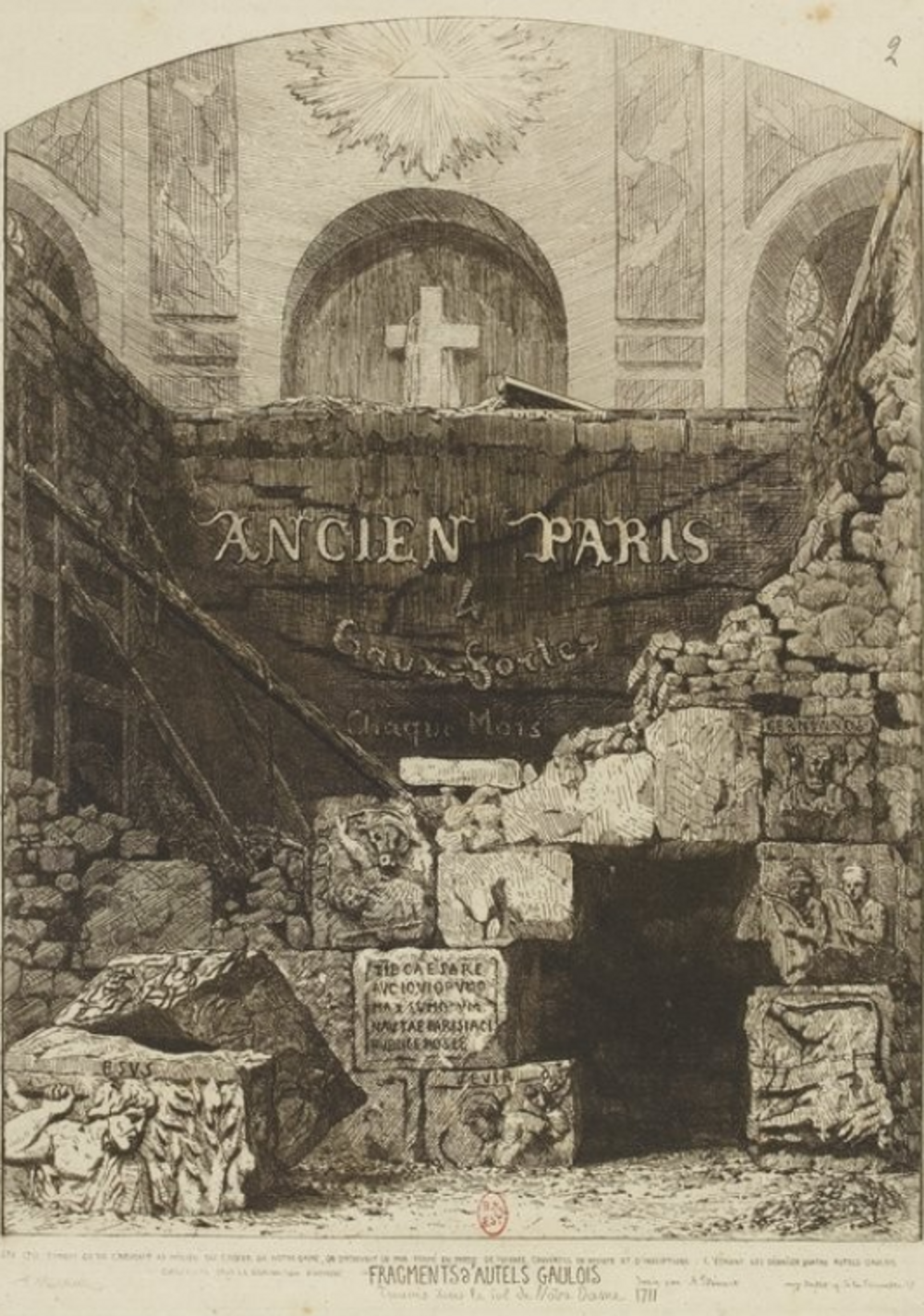
Fragmentos de altares galos encontrados en el suelo de Notre-Dame, por Adolphe Potémont, 1862-1863.

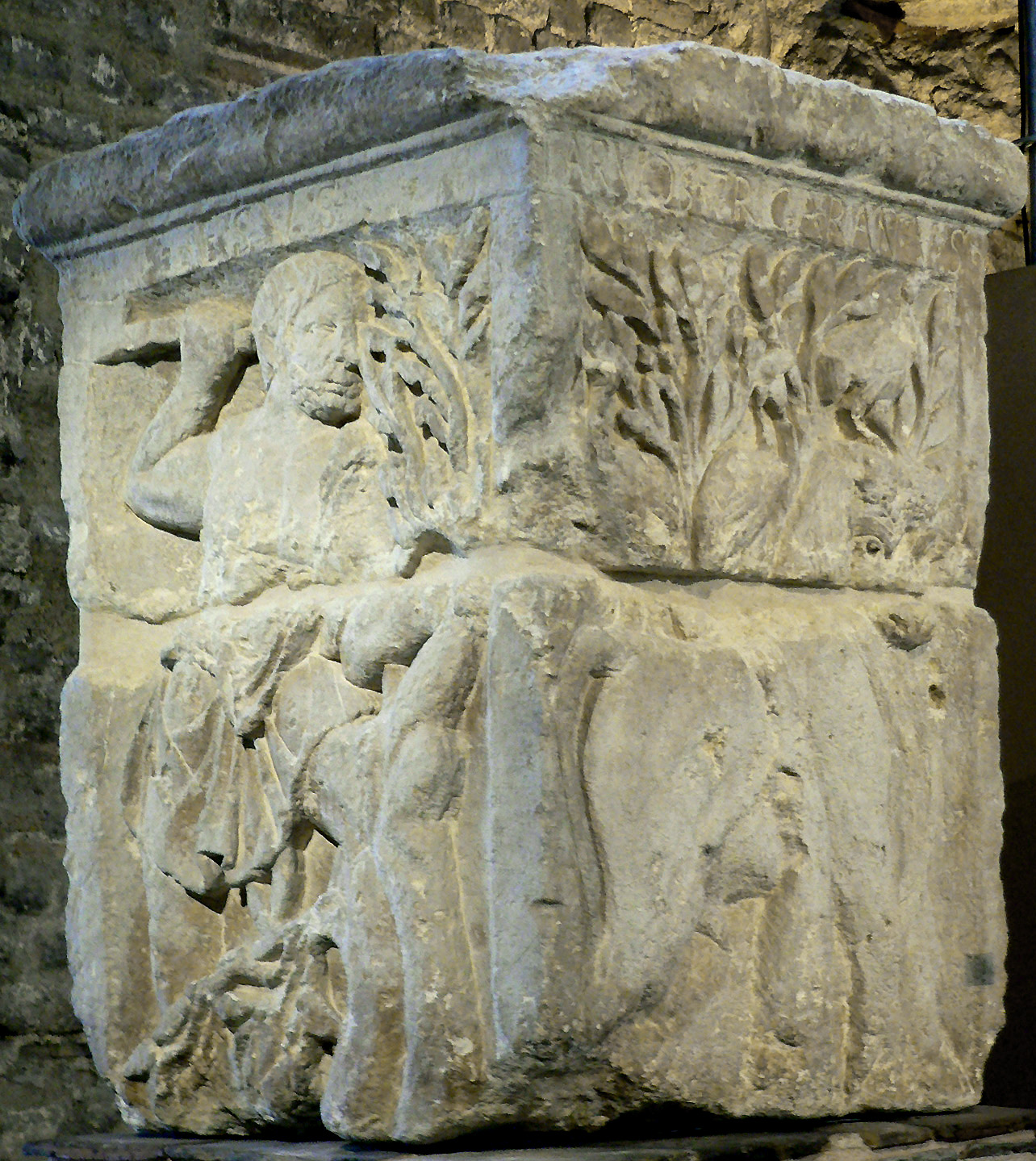
Pilar de los Nautas en el Museo de Cluny: Esus y el toro Tarvos trigaranus.

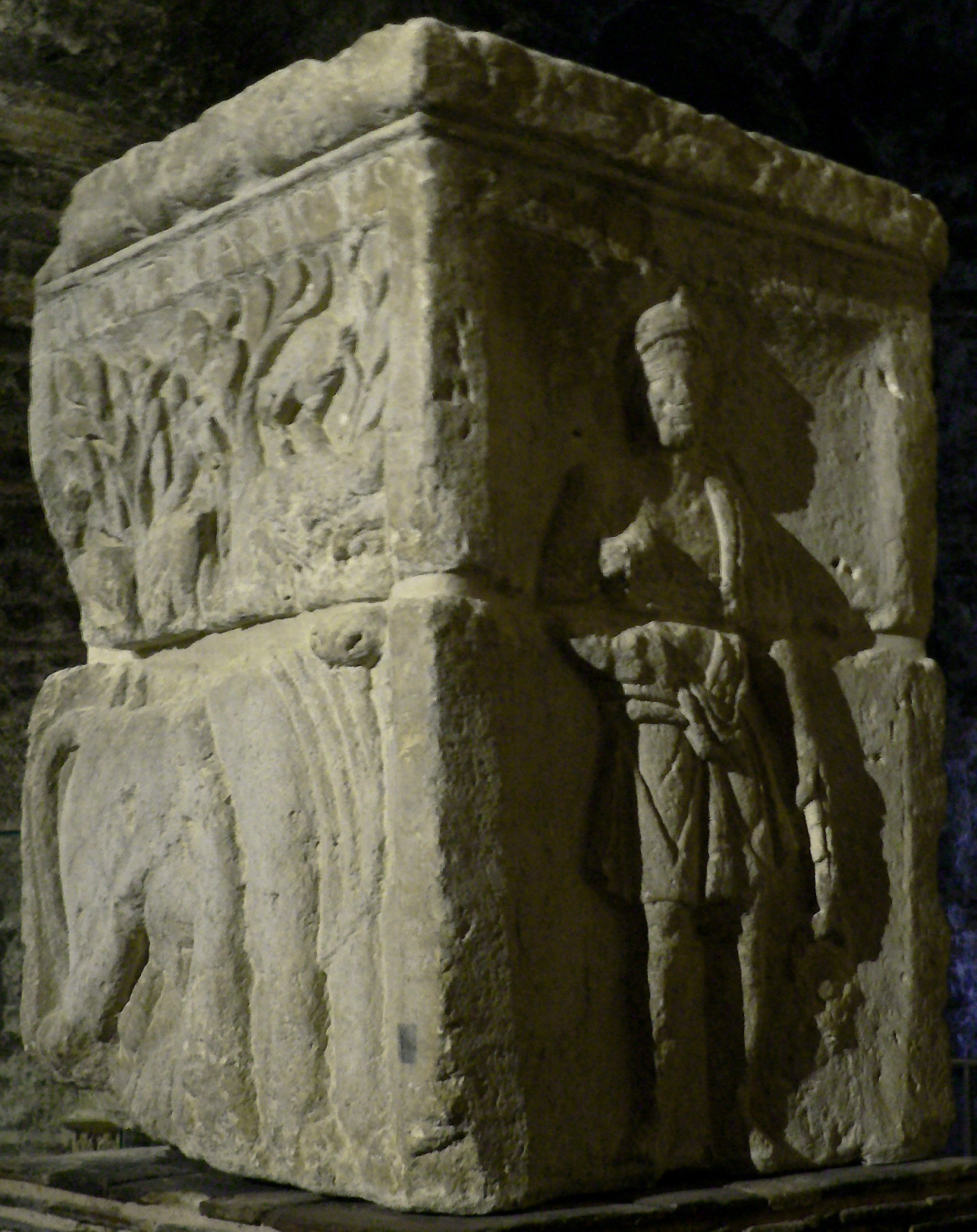
Pilar de los nautas: los dioses Tarvos trigaranus y Vulcano.

Es el apilamiento de cuatro bloques o altares que fueron desenterrados durante la construcción de una cripta bajo la catedral de Notre-Dame de París el 16 de marzo de 1711 durante las excavaciones emprendidas para la realización del deseo de Luis XIII.
«Tout Paris a été les voir» a rapporté Baudelot, membre de l'Académie des médailles et auteur d'une Description des bas-reliefs anciens trouvez depuis peu dans l'église cathédrale de Paris.
Las mentes más brillantes de la época se preguntaron sobre las inscripciones reveladas; así el filósofo Gottfried Wilhelm Leibniz intercambió correspondencia con Sofía de Hannover sobre el alcance filológico de este descubrimiento.

## Descripción
Consta de un pedestal y cuatro bloques de forma cúbica, en piedra de Oise, decorados con bajorrelieves que representan diversas escenas, así como divinidades galas y romanas. Uno de estos bloques tiene una dedicatoria. Está representado como un pilar en su reconstrucción más reciente por Jean-Pierre Adam, y es hasta la fecha el monumento autóctono fechado más antiguo de París.

### Dedicatoria
El pilar lleva una dedicatoria al emperador Tiberio, hijo adoptivo de Augusto:

A Tiberio César Augusto, a Júpiter Óptimo, Máximo, los Nautas de los Parisii, a su costa han levantado [este monumento].

En latín:

TIB CAESARE

AVG IOVI OPTVMO

MAXSVMO

NAVTAE PARISIACI

PVBLICE POSIERVNT

Los Nautas son una hermandad de propietarios de barcos que navegan por los ríos y arroyos de la Galia. Debían ser armadores o comerciantes bastante acomodados, ya que de entre sus filas solían elegir a sus jefes las demás cofradías marineras (dendróforos, odres).
La inscripción latina demuestra que los Nautas tenían un fondo común y por tanto una personalidad jurídica, siendo la primera sociedad de la que se tiene evidencia de su existencia en París.

### Iconografía
Un indicio del poder de los Nautas lo da una de las esculturas del pilar: los vemos marchar armados con escudos y lanzas, privilegio concedido por los romanos, que es excepcional menos de medio siglo después de la conquista de las Galias.
El pilar, de cinco metros de altura, estaba formado por cuatro cubos o altares de piedra, colocados sobre un pedestal y decorados con bajorrelieves tallados por los cuatro costados. Estos bajorrelieves representan dioses tanto del panteón romano como galo.
Están representados por el panteón latino:
- Júpiter, portando el rayo, acompañado del águila,
- Marte, el guerrero, acorazado y armado, su casaca de general, el paludamentum, doblada sobre el brazo,
- el herrero vulcano,
- Mercurio, protector del comercio,
- Fortuna, que da suerte,
- Venus, que promueve la fertilidad,
- los Dióscuros Cástor y Pólux, patronos de la caballería.

Están representados por el panteón galo:
- Esús,
- Smertrios,
- Tarvos trigaranus,
- Cernunos.

## Interpretación
Según la historiadora Anne Lombard-Jourdan, los Nautas buscaron al construir el pilar mostrar a los pueblos de la Galia el camino de la cooperación, que en adelante era razonable seguir. Al dedicar el pilar a Júpiter, demostraron que estaban de acuerdo con la religión de los romanos mientras afirmaban su lealtad a los cultos nativos al mencionar a los dioses galos. La construcción del pilar es contemporánea a la prohibición de las asambleas druidas. Al dar una figura humana a los dioses galos, los nautas contribuyeron a arruinar la posición de intermediarios de los druidas entre los dioses y los hombres. Para Anne Lombard-Jourdan, el pilar habría estado situado en Lendit, cerca de donde, según ella, se habrían reunido los druidas de las Galias.
La asociación Gladius Scutumque lanzó en 2017 un proyecto para reconstruir el Pilar de los Nautas en la Isla de la Cité.

## Galería

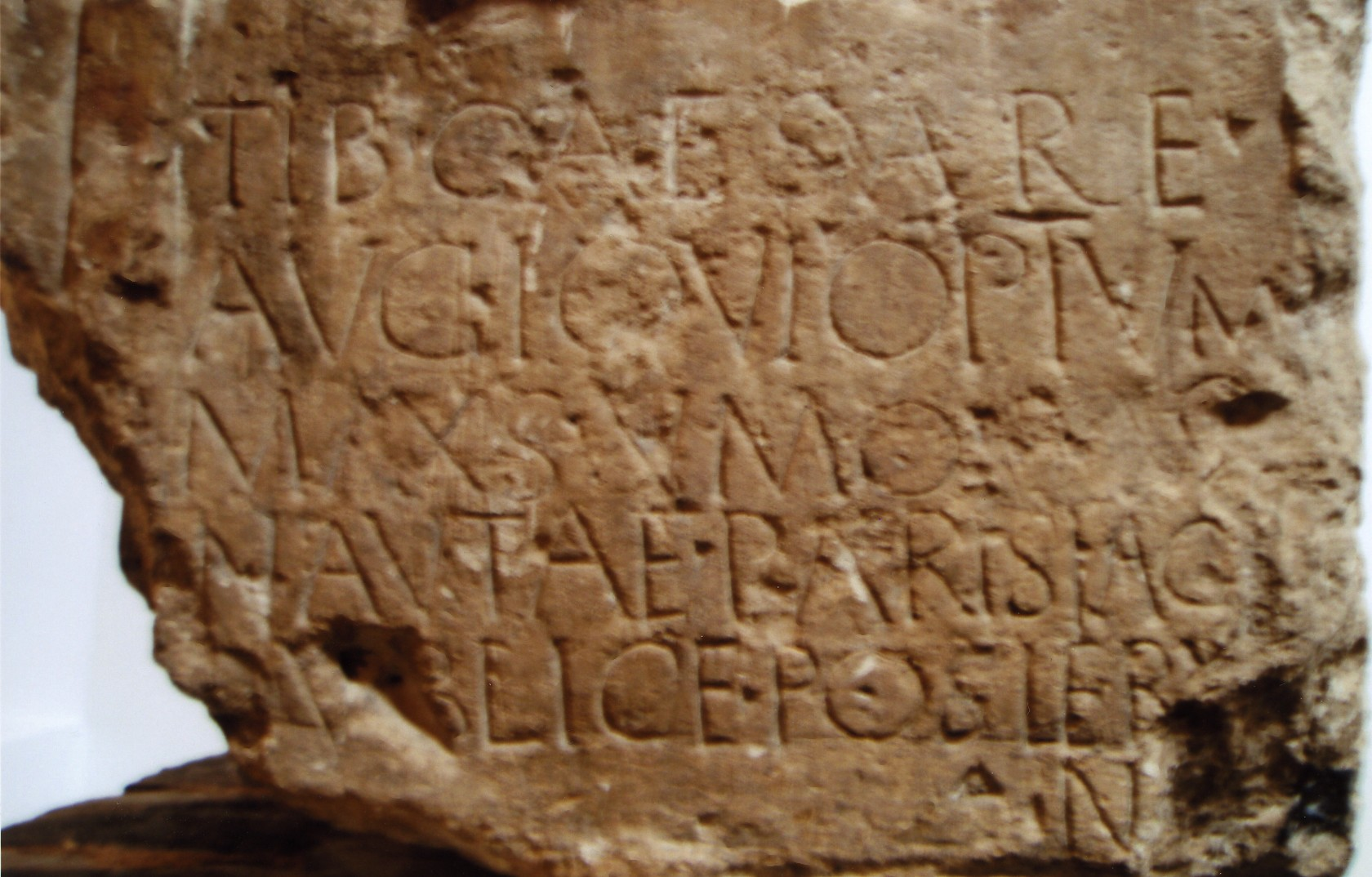
Inscripción latina.
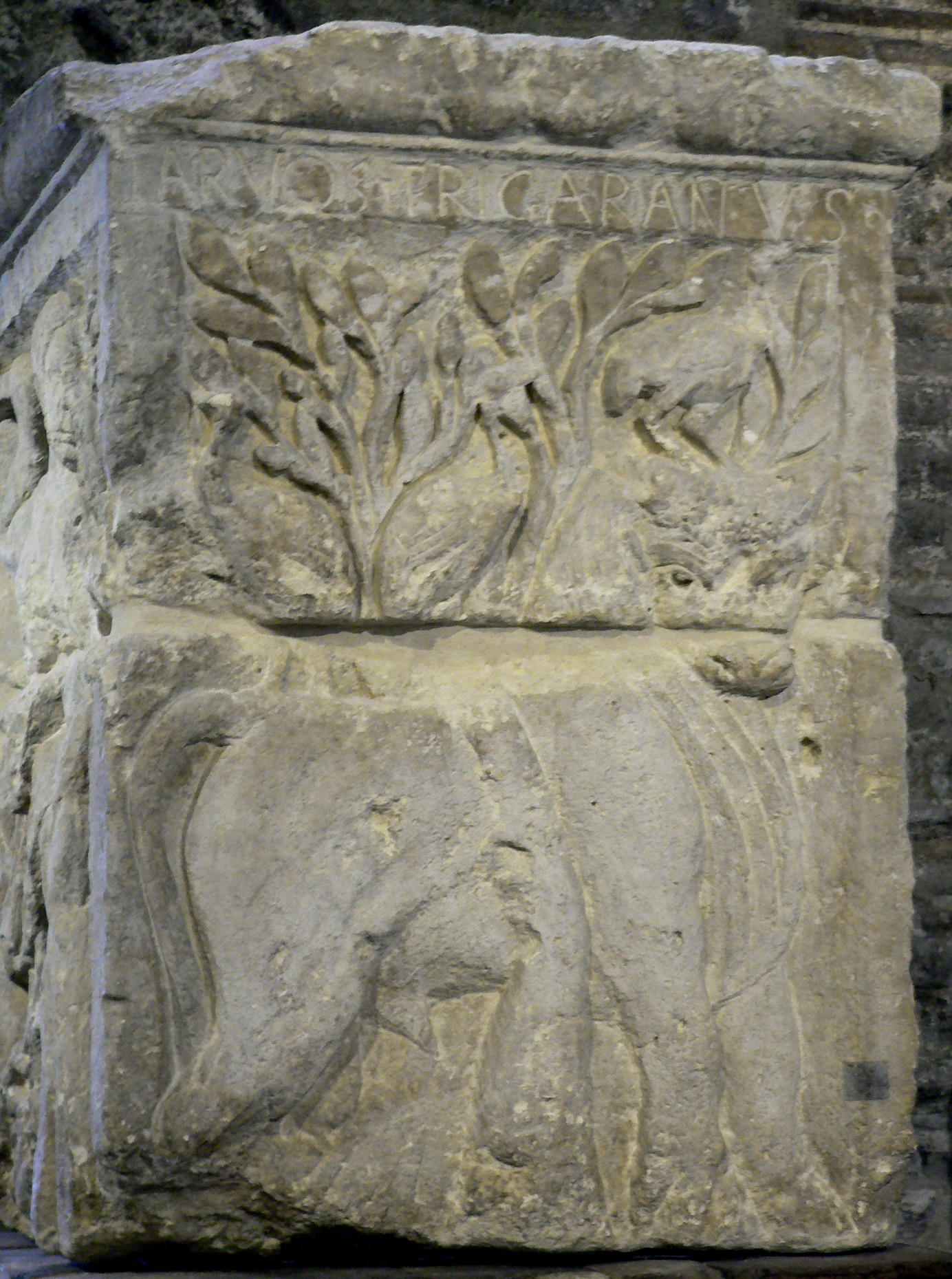
El toro Tarvos trigaranus.
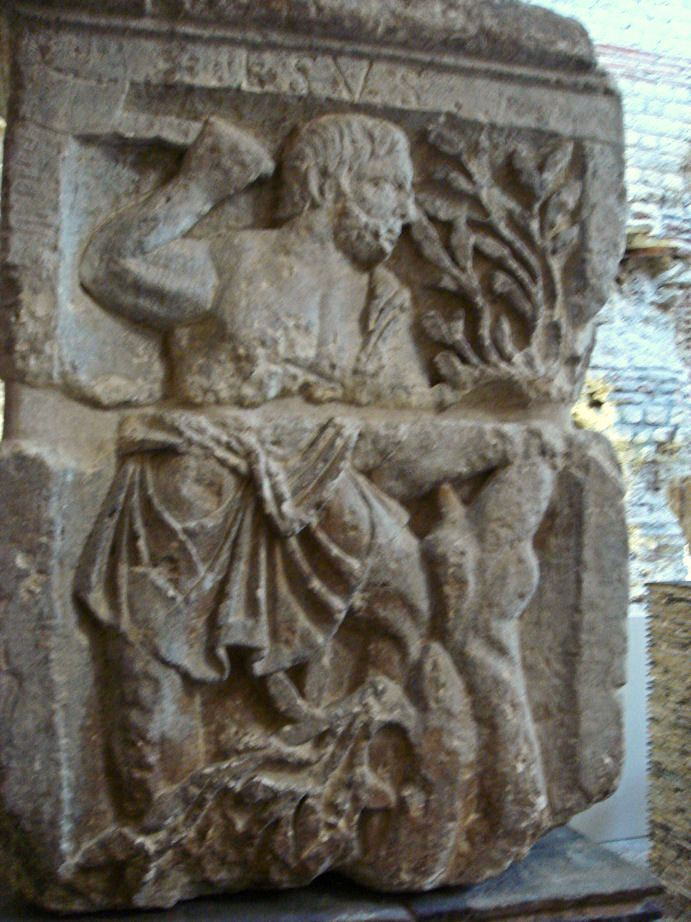
Esus, dios galo de la guerra, la agricultura, el comercio.
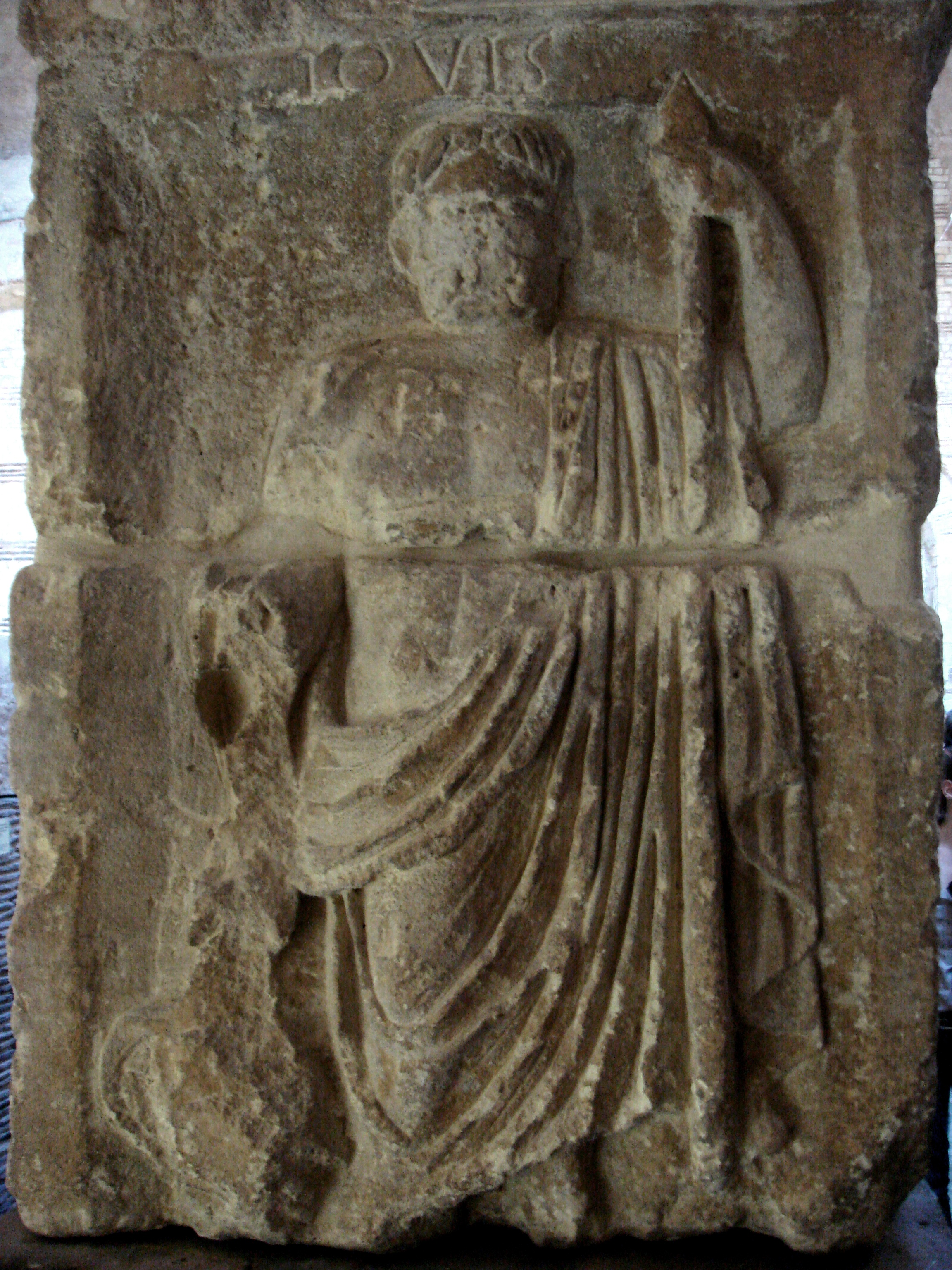
Júpiter.
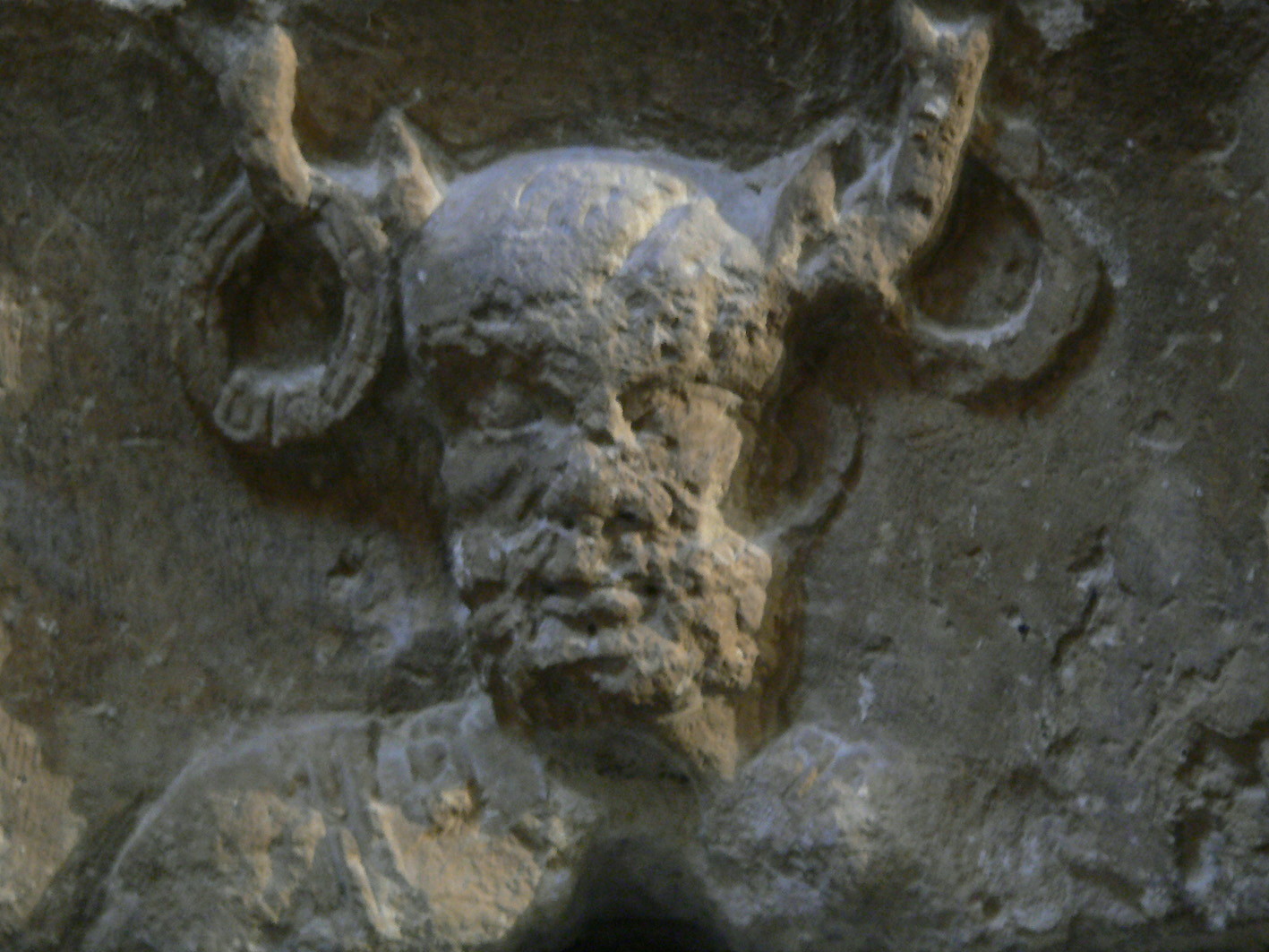
Cernunnos, el dios galo con cuernos de ciervo.
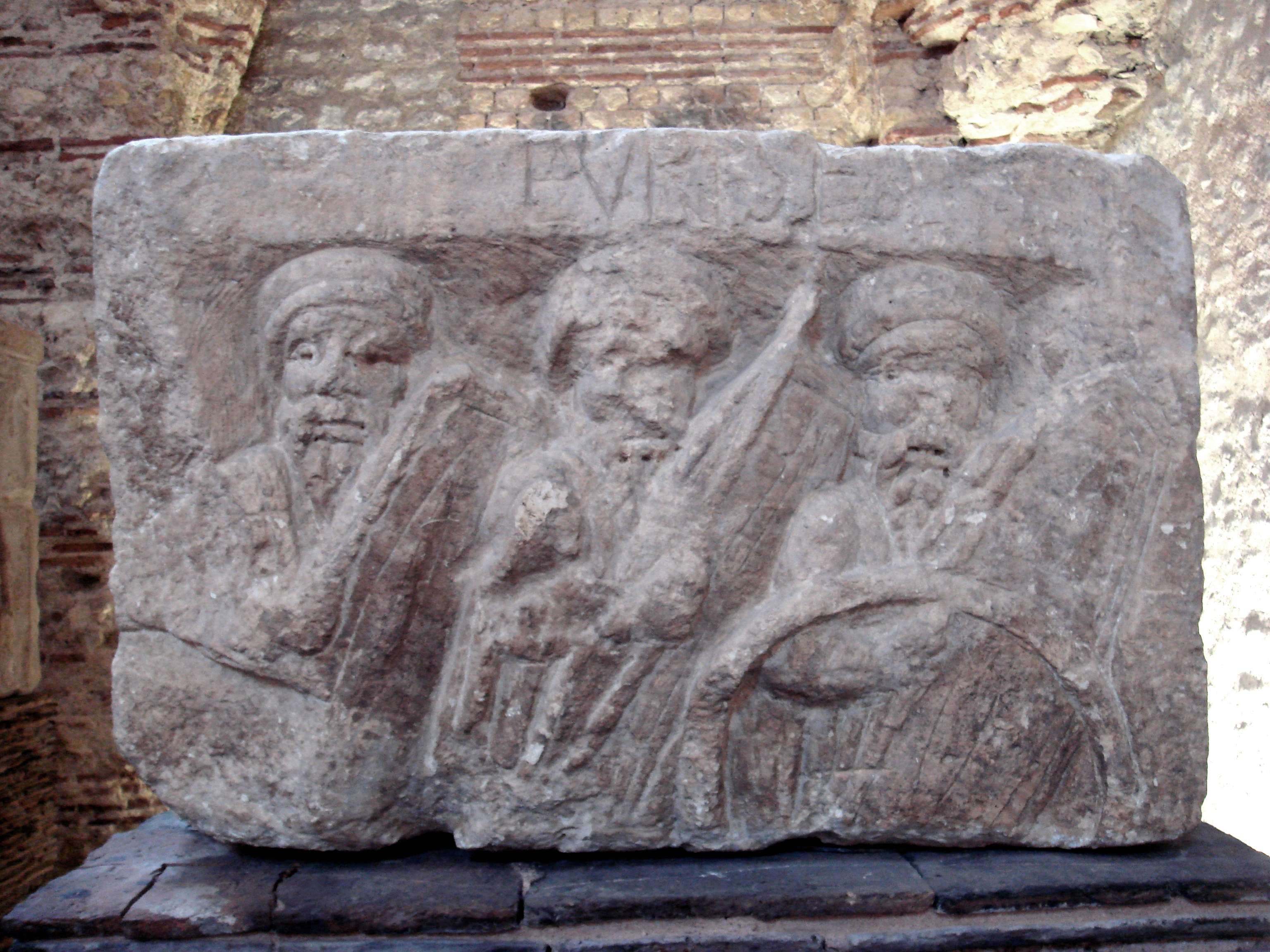
La dedicatoria y los Nautas armados.